# Manuel García Moia
Manuel García Moia (Masaya, Nicaragua, 13 de junio de 1936 - Frederick, Estados Unidos, 10 de febrero de 2023) fue un pintor naïf nicaragüense.

## Biografía
Inicialmente fue autodidacta y desde 1959 estudió con el maestro Rodrigo Peñalba.

## Obra

### Pinturas
Es conocido por sus pinturas del folclore, el humor y las fiestas tradicionales de Nicaragua de carácter primitivista.

### Murales

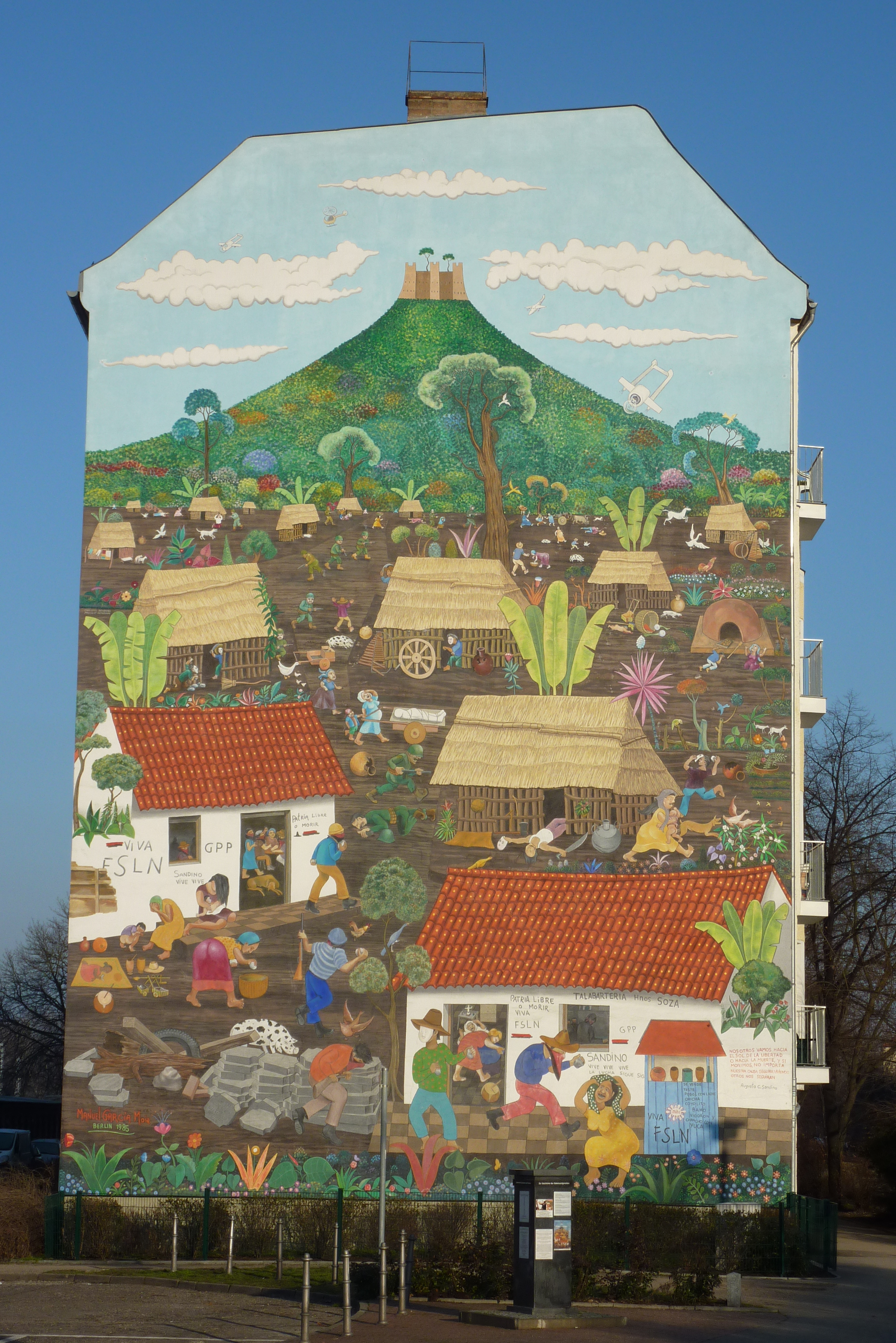
Pueblo Nicaragüense – Monimbó 1978

- 1980 en Managua, parque infantil "Luis Alfonso Velásquez Flores"
- 1981 en Masaya, mercado de artesanías
- 1981 en Dietzenbach, estado federado de Hesse Alemania
- 1981 en Ingelheim am Rhein estado federado de Renania-Palatinado, Alemania
- 1983 en Managua, supermercado Bello Horizonte
- 1984 en Managua, restaurante La Marseillaise
- 1985 en Berlín, Alemania Oriental, Skandinavische Straße 26 - Nicaragua-Wandbild "Monimbó 1978" es llamado "mural primitivista más grande del mundo": un mural de 12 × 30 m, donde escenifica la lucha de liberación de la comunidad indígena Monimbó
- 1985 en Berlín, Alemania Oriental, escuela de Wilhelmsberg[5]
- 1987 en Copenhague, Dannebrogsgade 24, Dinamarca
- 1991 en Miami, Florida, Estados Unidos

### Exposiciones
Exhibiciones en Latinoamérica, Alemania Occidental, Francia, ex USSR. Murales en Copenhague (premiado), en Alemania Occidental, 1981 y Alemania Oriental, 1985. (World Encyclopedia of Native Art p.254).

## Citas sobre el mural berlinés "Pueblo Nicaragüense – Monimbó 1978"
Tal como dije, pinto todas las experiencias de mi vida. Monimbó, el barrio indígena de Masaya, es mi casa. Allí, la Guardia Nacional de Somoza sofocó violentamente una sublevación. Quiero mostrar la muerte y la resistencia, pero también la belleza de la naturaleza y de la cultura antigua. Pinto los recipientes metálicos para el agua y los instrumentos tradicionales como la marimba, una especie de flauta, una rueda sobre la que se extiende el lino, niños, flores, animales. Los habitantes del lugar defendiéndose con implementos de labranza y que llevan máscaras indígenas. El mural no pretende afligir. Quien lo contemple tendría que sentir también algo de la posible belleza de la vida pacífica por la que luchamos."
Manuel García Moia, 1985

“Nosotros vamos hacia el Sol de la libertad o hacia la muerte, y sí morimos, no importa. Nuestra Causa seguirá viviendo. Otros nos seguirán.”
Augusto César Sandino, 1895 – 1934 (Esta cita se encuentra en la derecha y bajo del Mural)

## Premios
- 1983: Primer Premio de Pintura Primitivista del Certamen Nacional
- 1989: Primer Premio Internacional de Dinamarca